# Jacob Lofland
Jacob Seth Lofland (Brigsville, 30 luglio 1996) è un attore statunitense, principalmente conosciuto per l'interpretazione di Neckbone nel film Mud ed Aris in Maze Runner - La fuga.

## Filmografia

### Cinema
- Mud, regia Jeff Nichols (2012)
- Little Accidents, regia Sara Colangelo (2014)
- Maze Runner - La fuga (Maze Runner: The Scorch Trials), regia di Wes Ball (2015)
- Free State of Jones, regia di Gary Ross (2016)
- Go North, regia di Matthew Ogens (2016)
- Maze Runner - La rivelazione (Maze Runner: The Death Cure), regia di Wes Ball (2018)
- Una squadra di 12 orfani (12 Mighty Orphans), regia di Ty Roberts (2021)
- Joker: Folie à Deux, regia di Todd Phillips (2024)

### Televisione
- Justified – serie TV, 10 episodi (2014)
- Texas Rising – miniserie TV, 5 puntate (2015)
- The Son - Il figlio (The Son) – serie TV, 20 episodi (2017-2019)
- La casa nella palude (A House on the Bayou), regia di Alex McAulay – film TV (2021)
- Landman – serie TV, 10 episodi (2024-2025)

## Doppiatori italiani
Nelle versioni in italiano delle opere in cui ha recitato, Jacob Lofland è stato doppiato da:
- Leonardo Caneva in Mud, Justified, Texas Rising, The Son - Il figlio
- Alessio Puccio in Maze Runner - La fuga, Maze Runner - La rivelazione
- Tito Marteddu in Free State of Jones
- Andrea Oldani ne La casa nella palude
- Alessandro Pili in Una squadra di 12 orfani
- Manuel Meli in Landman